# فافيليكولانو سوباراو
كان فافيليكولانو سوبا راو من موليد 23 يناير 1863 - 1 أغسطس 1939فهوا باحثًا سنسكريتيًا وشاعرًا التيلجو ، وغالبًا ما يُعرف بلقب أندرا فالميكي .

فكان أول باحث في التيلجو يترجم النسخة السنسكريتية من فالميكي رامايانا إلى التيلجو .   كانت ترجمته للنسخة السنسكريتية من فيلميكي راميناإلى التيلجو تُعرف باسم "ماندارم".
1. ↑  Lal, Mohan (1992) Encyclopaedia of Indian Literature--Sasay to Zorgot. Subbarao, Vavilikolanu pp.4186-87. Sahitya Academy. New Delhi.
2. ↑  Rao, Velcheru Narayana (1 Jun 2017). Text and Tradition in South India (بالإنجليزية). SUNY Press. ISBN:9781438467757. Archived from the original on 2023-04-04.